# Alessandro La Marmora

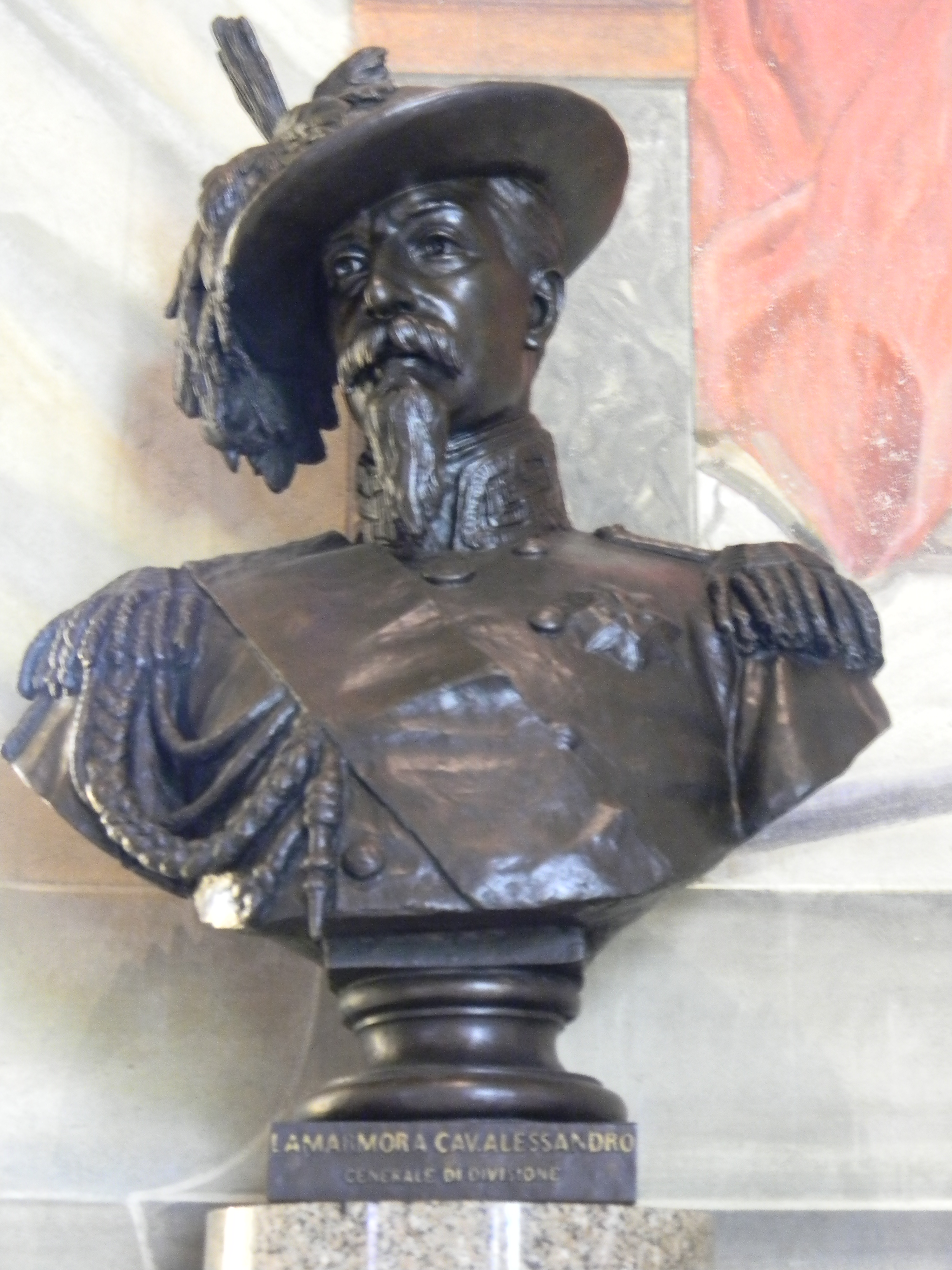
Bust

Alessandro La Marmora, (Torí, 27 de març de 1799 - Crimea, 7 de juny de 1855) va ser un general italià. És un gran personatge de la Unificació italiana, fundador del cos dels bersaglieri.

## Biografia
Alessandro La Marmora és descendent d'una família noble, els Ferrero della Marmora. Vuitè de tretze, és fill del marquès Celestino Ferrero della Marmora, capità del regiment d'Ivrea, i de la comtessa Raffaella Argentero de Bersezio.
Bon estudiant, particularment en les disciplines científiques (idea un nou tipus de fusell de carregament automàtic), estudia a les valls de Biella nous mètodes de defenses de les fronteres, després d'haver estat promocionat militarment per part del rei Carles Fèlix I de Sardenya.
En el transcurs d'aquest període, viatja a França, Anglaterra, Baviera, Saxònia, Suïssa i el Tirol per tal d'estudiar les armes, les organitzacions i les institucions dels diferents exèrcits.
L'any 1831, formula una primera proposició per a la formació de tropes lleugeres sota la denominació de bersaglieri.
El projecte veurà la llum cinc anys més tard: l'any 1835, La Marmora presenta al rei Carles Albert I de Sardenya la seva proposició per a la creació d'una companyia de bersaglieri.

## El cos dels bersagliers

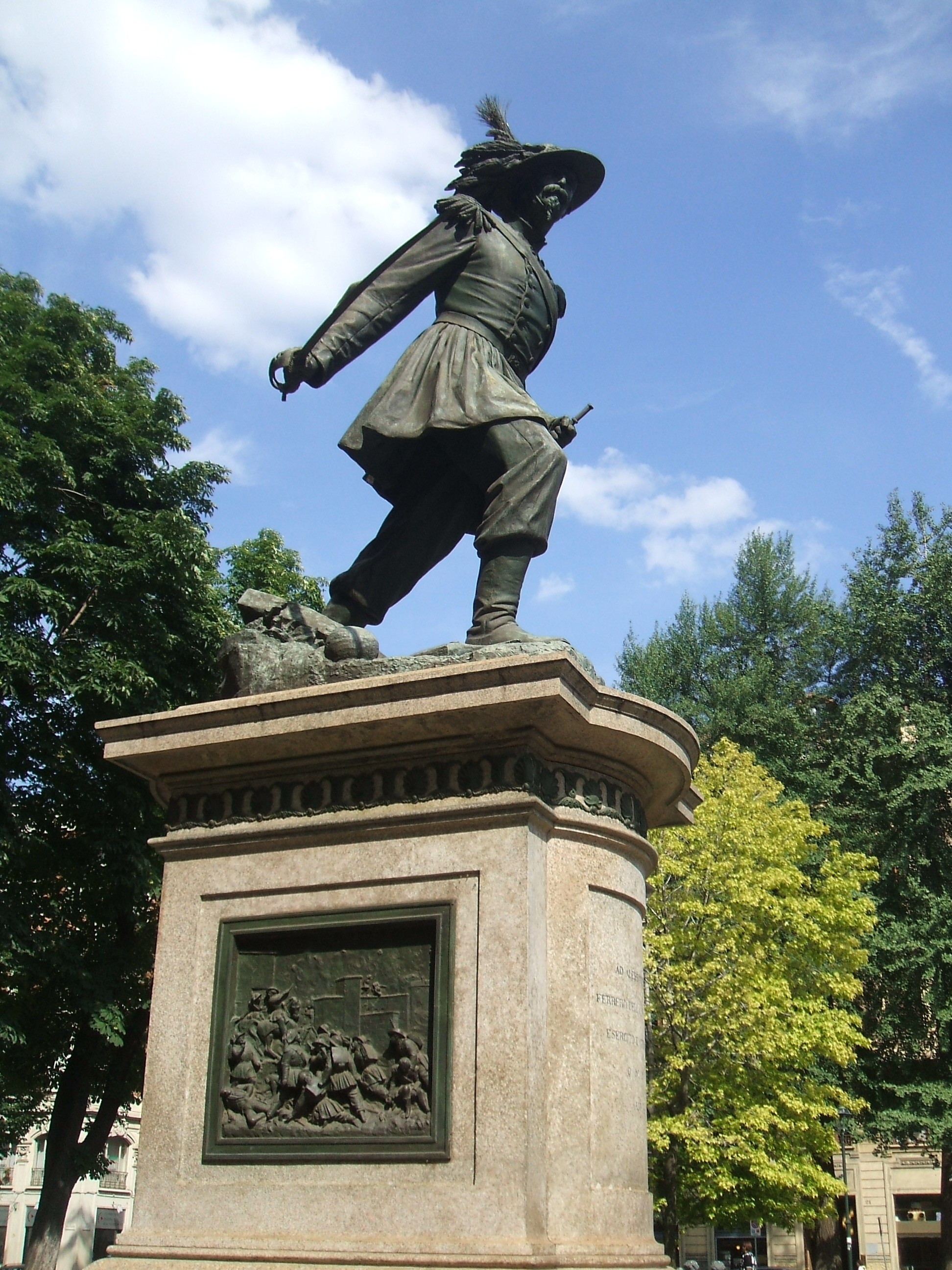
Estàtua de la Marmora a Torí

L'any següent les companyies d'infanteria anomenades Bersaglieri són creades amb l'objectiu de dur a terme accions ràpides i eficaces.
El 18 de juny de 1836 el rei crea un cos de bersaglieri a l'exèrcit reial.
Durant la convalescència per a les ferides que ha rebut a la batalla de Goito l'any 1848, La Marmora escriu les instruccions provisionals per als bersaglieri i un tractat de tir.
A Gènova l'any 1852, coneix Rosa Raccatagliata amb qui es casa dos anys més tard.
A la tardor de 1854 una epidèmia de còlera esclata a la capital lígur i Alessandro assisteix els malalts als hospitals; escriu un opuscle sobre la malaltia titulat Cholera Morbus.
Malgrat el seu dèbil estat, el 22 de març de 1855, encoratjat pel seu germà Alfonso La Marmora, més jove que ell cinc anys, el general Alessandro La Marmora pren el comandament de la segona divisió del cos de Crimea que serà la seva última expedició.
Mor de còlera el 7 de juny de 1855 a Crimea després d'haver desembarcat al cap dels seus homes a Balaklava. La seva dona romangué molt de temps a Crimea; descansen des de 1911 a la basílica de San Sebastiano a Biella.
La seva ciutat natal l'ha honorat amb un monument.